# Rosa glauca
Rosa glauca (sin. Rosa rubrifolia) sau trandafirul cu frunze roșii, este o specie de trandafir originară din munții din centrul și sudul Europei, de la Pirineii spanioli la est până în Bulgaria și la nord până în Germania și Polonia. De asemenea, se găsește ca specie introdusă până în nordul Scandinaviei și Finlandei.

## Descriere
Rosa glauca este un arbust de foioase, cu peri rari și spinoși, de culoarea scorțișoarei, înalte de 1,5-3 m. Frunzele sunt deosebite, de un verde-albastru până la cupru sau purpuriu, și acoperite cu o pruină ceroasă; au 5-10 cm lungime și 5-9 foliole. Florile fragile, de un roz clar, au diametrul de 2,5-4 cm și sunt grupate în ciorchine de două până la cinci. Fructul este un șold globulos de 10-15 mm în diametru, de culoare roșu închis.

## Cultivare și utilizări
Acest trandafir nu a fost cultivat pe scară largă în grădini până la sfârșitul secolului al XIX-lea. Petalele florilor se desprind ușor din cauza stropirii furtunurilor de udare, precum și din cauza vântului și a ploii. Specia este naturalizată în nordul Europei, la nord de zona sa de origine, în special în Scandinavia.
Această plantă a obținut premiul Award of Garden Merit al Royal Horticultural Society⁠(d).

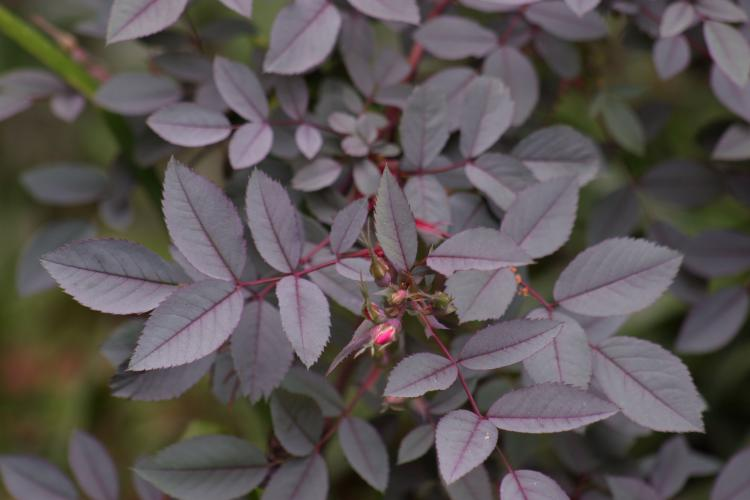
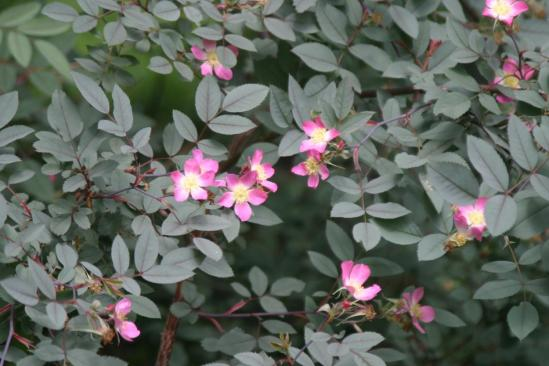

Un hibrid cu Rosa rugosa⁠(d) a primit numele de Soi⁠(d) „Carmenetta”.